# Матрица Супника
Ма́трица Су́пника или масси́в Су́пника – названная в честь Фреда Супника из городского колледжа Нью-Йорка, который ввел это понятие в 1957 – это массив Монжа который также является симметричной матрицей.

## Математическое определение
Матрица Супника – это квадратный массив Монжа, симметричный вокруг главной диагонали.
Матрица вида n × n является матрицей Супника, если для всех i, j, k, l таких что
{\displaystyle 1\leq i<k\leq n} and {\displaystyle 1\leq j<l\leq n}
затем
{\displaystyle a_{ij}+a_{kl}\leq a_{il}+a_{kj}\,}
а также
{\displaystyle a_{ij}=a_{ji}.\,}
Логически эквивалентное определение дают Рудольф и Вёджингер, которые в 1995 году доказали, что
Матрица – это матрица Супника, если она может быть записана как сумма матрицы сумм S и неотрицательной линейной комбинации блочных матриц LL-UR.
Матрица сумм определяется в терминах последовательности n вещественных чисел { αi }:
{\displaystyle S=[s_{ij}]=[\alpha _{i}+\alpha _{j}];\,}
а блочная матрица LL-UR состоит из двух симметрично расположенных прямоугольнков в нижнем левом и верхнем правом углах, для которых a ij = 1, при этом все остальные элементы матрицы равны нулю.

## Свойства
Сложение двух матриц Супника дает новую матрицу Супника (Дейнеко и Вёджингер, 2006).
Умножение матрицы Супника на неотрицательное вещественное число дает новую матрицу Супника (Дейнеко и Вёджингер, 2006).
Если матрицу расстояний в задаче коммивояжёра можно записать как матрицу Супника, то этот конкретный случай задачи допускает простое решение (даже если задача, как правило, NP-трудная).